# Haematobia schillingsi
Haematobia schillingsi är en tvåvingeart som först beskrevs av Grunberg 1906.  Haematobia schillingsi ingår i släktet Haematobia och familjen husflugor. Inga underarter finns listade i Catalogue of Life.